# Eremobates
Genre
Synonymes
- Datames Simon, 1879 nec Stål 1875
- Eremognatha Roewer, 1934
- Eremoperna Roewer, 1934
- Eremoseta Roewer, 1934
- Eremospina Roewer, 1934
- Eremostata Roewer, 1934

Eremobates est un genre de solifuges de la famille des Eremobatidae.

## Distribution
Les espèces de ce genre se rencontrent aux États-Unis, au Mexique et au Canada.

## Liste des espèces
Selon Solifuges of the World (version 1.0) :
- Eremobates actenidia Muma, 1989
- Eremobates affinis (Kraepelin, 1899)
- Eremobates ajoanus Muma & Brookhart, 1988
- Eremobates angustus Muma, 1951
- Eremobates arizonicus (Roewer, 1934)
- Eremobates ascopulatus Muma, 1951
- Eremobates audax Hirst, 1912
- Eremobates aztecus Pocock, 1902
- Eremobates bajadae Muma & Brookhart, 1988
- Eremobates bajaensis Muma, 1986
- Eremobates bantai Brookhart, 1965
- Eremobates barberi (Muma, 1951)
- Eremobates becki Muma, 1986
- Eremobates bixleri Muma & Brookhart, 1988
- Eremobates californicus (Simon, 1879)
- Eremobates carolinianus (Kraepelin, 1899)
- Eremobates chihuaensis Brookhart & Cushing, 2002
- Eremobates cinerascens (C. L. Koch, 1842)
- Eremobates clarus Muma, 1989
- Eremobates coahuilanus Muma, 1986
- Eremobates constrictus (Putnam, 1883)
- Eremobates corpink Brookhart & Cushing, 2004
- Eremobates cruzi Muma, 1951
- Eremobates ctenidiellus Muma, 1951
- Eremobates dentilis Brookhart & Muma, 1981
- Eremobates dilatatus (Putnam, 1883)
- Eremobates dinamita (Roewer, 1934)
- Eremobates docolora Brookhart & Muma, 1981
- Eremobates dorsalis (Roewer, 1934)
- Eremobates durangonus Roewer, 1934
- Eremobates elongatus (C. L. Koch, 1842)
- Eremobates fagei (Roewer, 1934)
- Eremobates formicarius (C. L. Koch, 1842)
- Eremobates gerbae Brookhart & Cushing, 2002
- Eremobates girardii (Putnam, 1883)
- Eremobates gracilidens Muma, 1951
- Eremobates guenini (Roewer, 1934)
- Eremobates hessei (Roewer, 1934)
- Eremobates hodai Muma, 1989
- Eremobates hystrix (Mello-Leitão, 1942)
- Eremobates icenoglei Brookhart & Cushing, 2004
- Eremobates ingens (Mello-Leitão, 1942)
- Eremobates inkopaensis Brookhart & Cushing, 2005
- Eremobates inyoanus Muma & Brookhart, 1988
- Eremobates kastoni Muma & Brookhart, 1988
- Eremobates kiseri Muma & Brookhart, 1988
- Eremobates kraepelini Muma, 1970
- Eremobates lapazi Muma, 1986
- Eremobates leechi Muma & Brookhart, 1988
- Eremobates legalis Harvey, 2002
- Eremobates lentiginosus (Kraepelin, 1899)
- Eremobates marathoni Muma, 1951
- Eremobates mormonus (Roewer, 1934)
- Eremobates nanus Muma, 1962
- Eremobates nivis Muma & Brookhart, 1988
- Eremobates nodularis Muma, 1951
- Eremobates norrisi Muma & Brookhart, 1988
- Eremobates otavonae Muma & Brookhart, 1988
- Eremobates paleta Brookhart & Cushing, 2005
- Eremobates pallidus Muma & Brookhart, 1988
- Eremobates pallipes (Say, 1823)
- Eremobates palpisetulosus Fichter, 1941
- Eremobates papillatus Muma, 1970
- Eremobates pimanus Muma & Brookhart, 1988
- Eremobates polhemusi Muma & Brookhart, 1988
- Eremobates purpusi (Roewer, 1934)
- Eremobates putnamii (Banks, 1898)
- Eremobates pyriflora Muma & Brookhart, 1988
- Eremobates scaber (Kraepelin, 1899)
- Eremobates scopulatellus Muma & Brookhart, 1988
- Eremobates scopulatus Muma, 1951
- Eremobates similis Muma, 1951
- Eremobates simoni Muma, 1970
- Eremobates socal Brookhart & Cushing, 2004
- Eremobates spissus Muma & Brookhart, 1988
- Eremobates sulfureus (Simon, 1879)
- Eremobates suspectus Muma, 1951
- Eremobates tejonus Chamberlin, 1925
- Eremobates texanus Muma & Brookhart, 1988
- Eremobates titschacki (Roewer, 1934)
- Eremobates toltecus (Pocock, 1895)
- Eremobates tuberculatus (Kraepelin, 1899)
- Eremobates vallis Muma, 1989
- Eremobates vicinus Muma, 1963
- Eremobates villosus Muma, 1970
- Eremobates williamsi Muma & Brookhart, 1988
- Eremobates woodruffi Brookhart & Muma, 1981
- Eremobates zinni Muma, 1951

et décrites depuis
- Eremobates axacoa Cushing & Brookhart, 2016
- Eremobates bonito Cushing & Brookhart, 2016
- Eremobates cyranoi Cushing & Brookhart, 2016
- Eremobates fisheri Cushing & Brookhart, 2016
- Eremobates hidalgoana Cushing & Brookhart, 2016
- Eremobates jaliscoana Cushing & Brookhart, 2016
- Eremobates minamoritaana Cushing & Brookhart, 2016
- Eremobates zacatecana Cushing & Brookhart, 2016
- Eremobates zapal Cushing & Brookhart, 2016

## Publications originales
- Banks, 1900 : Synopses of North American invertebrates. IX. The scorpions, solpugids and pedipalpi. The American Naturalist, vol. 34, p. 421-427 (texte intégral).
- Simon, 1879 : Essai d'une classification des Galéodes, remarques synonymiques et description d'espèces nouvelles ou mal connues. Annales de la Société Entomologique de France, sér. 5, vol. 9, p. 93–154 (texte intégral).